# Tortorella
Tortorella är en ort och kommun i provinsen Salerno i regionen Kampanien i Italien. Kommunen hade 506 invånare (2017).